# Selvaggio west (film)
Selvaggio west (Escort West) è un film western statunitense del 1958, diretto da Francis D. Lyon e con protagonisti Victor Mature, Reba Waters, Elaine Stewart e Faith Domergue.

## Trama
Due coppie, composte da un uomo e una ragazzina e da due donne, in viaggio su altrettanti carri si incontrano durante il loro tragitto verso il Nevada. Le due donne erano precedentemente sopravvissute ad un attacco da parte degli Indiani.

## Produzione e backstage
- Il film venne girato a Malibù (California), a Chatsworth (Los Angeles) e nella Simi Valley (California)[4]